# NGC 998
NGC 998 (другие обозначения — MCG 1-7-15, ZWG 414.28, PGC 9934, CGCG 414.028) — спиральная галактика (S) в созвездии Кита к югу от небесного экватора.
В той же области неба находятся галактики: NGC 997, NGC 999, NGC 1000, NGC 1001.
Этот объект входит в число перечисленных в оригинальной редакции «Нового общего каталога».

## Описание
Этот астрономический объект представляет собой спиральную галактику, который был описан Джоном Дрейером как «очень тусклый объект».
По оценкам, она находится на расстоянии 293 млн световых лет (89,7 ± 6,8 Мпк) от Млечного Пути и имеет диаметр около 90 000 световых лет.
Радиальная скорость галактики NGC 998 составляет 6547 ± 49 км/с3.
Согласно морфологической классификации галактик Хаббла и де Вокулёра, NGC 998 относится к типу S. Видимый звёздный свет невооружённым глазом составляет 14,8 мА, в диапазоне от минимальной до максимальной частоты — 15,6 мА, а поверхностная яркость — 13,7 mag/arcmin2. NGC 998 имеет видимые размеры 0,8" х 0,5".
Объект датируется эпохой 2000.0. Его прямое восхождение, то есть угол, измеренный между эклиптикой и небесным экватором с вершиной в точке равноденствия, составляет 02ч 37м 16,5с, а его склонение, то есть высота дуги под этим углом, составляет +07° 20′ 09″. Положение объекта составляет 177°.

## Наблюдение
NGC 998 и NGC 997 расположены близко друг к другу на небесной сфере и примерно на одинаковом расстоянии от Млечного Пути. Следовательно, они образуют пару галактик и могут находиться в гравитационном взаимодействии, хотя на изображении, кажется, что ничего не указывает на это. Это две близкорасположенные тусклые маленькие галактики, практически круглые, из них NGC 998 настолько тусклая, что похожа на призрак.

## Обнаружение и исследования
Этот астрономический объект открыт немецким астрономом Альбертом Мартом 10 ноября 1863 года с помощью телескопа зеркального типа диаметром 47,5 см (18,7 дюйма).
NGC 998 часто ошибочно идентифицируется как CGCG 414-028 = UGC 2102,N2 в современных каталогах, потому что в CGCG указан номер NGC не той галактики. Стив Готтлиб указывает, что правильный объект — это UGC 2102,N1, чётко идентифицированный объект Альбертом Мартом, расположенный в 1,9 угловых минуты к северо—северо-востоку относительно NGC 997. В каталоге MCG также напутано: NGC 997 — это MCG +01-07-015 со склонением «+7 04», а NGC 998 — это MCG + 01-07-016 со склонением «+7 06», остальная информация в MCG для этих двух объектов верная.
Объект NGC 998 был изучен рядом исследователей и поэтому включён в другие известные каталоги в соответствии с различными критериями классификации. Таким образом, объект отмечен в Каталоге основных галактик (PGC) под номером 9934. В Атласе звёздного неба эпохи 2000.0, Уранометрия 2000.0, объект принадлежит группе, обозначенной под номером 175; в то время как в Каталоге опорных звёзд (GSC) он сгруппирован под номером 52, в Морфологическом каталоге галактик (MCG) он находится под номером 1-7-15, в Каталоге Цвикки (CGCG) — 414.028, в каталоге ZWG — 414.28.
В электронной базе данных VizieR астрономических объектов галактика NGC 998 записана под номером 2MASX J02371649+0720091.
Объект также был замечен в ходе фотографического исследования, проведённого Паломарской обсерваторией в 1958 году, где он упоминается в группе под номером 1306.

## Ближайшие объекты NGC/IC
Этот список содержит десять ближайших объектов NGC/IC на основании евклидова расстояния.
| Имя      | Расстояние от NGC 998 (угловые минуты) | Прямое восхождение (J2000) | Склонение (J2000) | Тип                                      |
| -------- | -------------------------------------- | -------------------------- | ----------------- | ---------------------------------------- |
| NGC 997  | 0,03                                   | 2ч 37м 14,4с               | +7° 18′ 22″       | Эллиптическая компактная галактика (E+C) |
| NGC 1026 | 0,94                                   | 2ч 39м 19,2с               | +6° 32′ 40″       | Спиральная галактика (S0)                |
| IC 1820  | 1,34                                   | 2ч 35м 52,7с               | +6° 2′ 27″        | Спиральная галактика (S)                 |
| NGC 1044 | 1,70                                   | 2ч 41м 6,1с                | +8° 44′ 19″       | Эллиптическая галактика (E-S0)           |
| NGC 1046 | 1,70                                   | 2ч 41м 12,8с               | +8° 43′ 12″       | Эллиптическая галактика (E-S0)           |
| IC 1825  | 1,81                                   | 2ч 38м 55,5с               | +9° 5′ 49″        | Спиральная галактика (Sc)                |
| NGC 975  | 2,47                                   | 2ч 32м 22,7с               | +9° 36′ 7″        | Спиральная галактика (S0a)               |
| NGC 1070 | 2,81                                   | 2ч 43м 22,0с               | +4° 58′ 7″        | Спиральная галактика (Sb)                |
| NGC 1107 | 3,11                                   | 2ч 49м 19,5с               | +8° 5′ 36″        | Спиральная галактика (S0)                |
| IC 1819  | 3,31                                   | 2ч 35м 41,8с               | +4° 3′ 8″         | Спиральная галактика (S0)                |